# Kdyně (nádraží)
Kdyně je železniční stanice v jižní části města Kdyně v okrese Domažlice v Plzeňském kraji nedaleko Zahořanského potoka. Leží na jednokolejné neelektrizované trati Horažďovice předměstí – Domažlice.

## Historie
Stanice byla vybudována na trati státní společnosti Českomoravská transverzální dráha (BMTB), jež usilovala o dostavbu traťového koridoru propojujícího již existující železnice v ose od západních Čech po Trenčianskou Teplou. Dne 1. října 1888 byl zahájen pravidelný provoz v úseku z Klatov do Horažďovice předměstí, kde se napojila na trať společnosti Dráhy císaře Františka Josefa (KFJB) spojující Vídeň, České Budějovice a Plzeň. Vzhled budovy byl vytvořen dle typizovaného architektonického vzoru shodného pro všechna nádraží v majetku BMTB. V areálu nádraží bylo vystavěno též nákladové nádraží či bytové domy pro drážní zaměstnance.
Českomoravská transverzální dráha byla roku 1918 začleněna do sítě ČSD.. Ve 30. letech 20. století byla dokončena přístavba ke staniční budově.
9. září 2020 došlo ve stanici ke srážce osobního vlaku se služebním vlakem, při níž bylo zraněno 19 lidí a vznikla škoda 4,75 milionu korun.

## Popis
Nachází se zde dvě nekrytá jednostranná úrovňová nástupiště, k příchodu k vlakům slouží přechody přes koleje.